# مسا دل کابالو (آریزونا)
مسا دل کابالو (به انگلیسی: Mesa del Caballo) یک منطقهٔ مسکونی در ایالات متحده آمریکا است که در آریزونا واقع شده‌است. مسا دل کابالو ۰٫۸۲ کیلومتر مربع مساحت و ۴۳۹٬۰۴۱ نفر جمعیت دارد و ۱٬۵۷۵٫۸۴ متر بالاتر از سطح دریا واقع شده‌است.